# جمعية جمهورية الكونغو الوطنية
جمعية جمهورية الكونغو الوطنية (بالفرنسية: Assemblée Nationale )‏ هي الهيئة التشريعية في جمهورية الكونغو، ويتكون من 153 مقعداً، وهو المجلس الأدنى في برلمان جمهورية الكونغو.

## طالع أيضًا
- برلمان جمهورية الكونغو